# László Csurka
László Csurka, född den 21 januari 1936 Budapest, död den 16 juni 2020, var en ungersk skådespelare. Han var bror till författaren och politikern István Csurka.
László Csurka har bland annat medverkat i filmerna Röd hymn (Még kér a nép) och Så har jag kommit (Így jöttem).